# Batman : Le Défi (bande originale)
Cet article concerne la bande originale de Danny Elfman. Pour le film de Tim Burton, voir Batman : Le Défi.
Albums de Danny Elfman
Pure luck
(1991) Article 99
(1992)
Bandes originales de Batman
Batman (album)
(1989) Batman Forever
(1995)
Batman Returns: Original Motion Picture Score est la bande originale du film américain, Batman : Le Défi. La bande sonore comporte un titre interprété par le groupe Siouxsie and the Banshees et écrit et composé avec Danny Elfman. L'album s'est classé à la 61e position au Billboard 200 le 11 juillet 1992.
La bande originale est composée par Danny Elfman, qui signe ici sa 5e collaboration avec le réalisateur Tim Burton. On entend aussi durant le film, l'instrumental de Super Freak, écrit par Rick James et Alonzo Miller et orchestré par Bruce Fowler

## Liste des titres
| 1.      | Birth of a Penguin                       | 2:27 |
| 2.      | Opening Titles                           | 3:09 |
| 3.      | To the Present                           | 0:57 |
| 4.      | The Lair                                 | 4:49 |
| 5.      | Selina Kyle                              | 1:11 |
| 6.      | Selina Transforms                        | 4:16 |
| 7.      | The Cemetery                             | 2:55 |
| 8.      | Cat Suite                                | 5:42 |
| 9.      | Batman vs. the Circus                    | 2:35 |
| 10.     | The Rise...                              | 1:41 |
| 11.     | ...and Fall From Grace                   | 4:08 |
| 12.     | Sore Spots                               | 2:16 |
| 13.     | Rooftops                                 | 4:19 |
| 14.     | Wild Ride                                | 3:34 |
| 15.     | The Children's Hour                      | 1:41 |
| 16.     | The Final Confrontation                  | 5:12 |
| 17.     | Penguin Army                             | 4:54 |
| 18.     | Selina's Electrocution                   | 2:40 |
| 19.     | The Finale                               | 2:19 |
| 20.     | End Credits                              | 4:42 |
| 21.     | Face to Face (Siouxsie and the Banshees) | 4:17 |
| 1:09:51 |                                          |      |